# Capparis atamisquea
Capparis atamisquea es una especie de plantas de la familia Capparaceae originaria del sur de Sudamérica.

## Descripción
Son arbustos o árboles de tronco múltiple, que alcanzan un tamaño de 1-8 m de altura. Tallos ramificados en ángulo recto, ± cilíndricos. Hojas con pecíolo de 1-1,2 mm, hoja de 1-3 (-5) × 0,2-0,6 cm, base redondeada, ápice emarginado superficialmente a redondeado, superficie abaxial lepidoto, superficie adaxial suave. Las inflorescencias terminales en brotes rectos, de 1-3 cm, lepidoto. Pedicelos de 3-4 mm. Flores con sépalos recurvados (en floración), ovadas, par proximal 0,8-1,5 mm, par distal 3-3,5 × 2,5 mm, envés lepidoto, adaxialmente tomentoso, pelos simples, pétalos blancos, oblongos, 3-6.5 × 2-3 mm; estaminodios 0-3; ginóforo 3-8 mm. Cápsulas de 8-11 × 5-6 mm, dehiscente en 2-4 segmentos, constreñida entre las semillas, el mesocarpio rojo. Semillas de 3.8-5 mm. Tiene un número de cromosomas  de 2n = 16.

## Distribución y hábitat
Se encuentra en matorrales desérticos y cerca de arroyos a una altitud de 50-200 metros en EE. UU. Arizona; México (Baja California Sur y Baja California, Sinaloa y Sonora, en América del Sur en Argentina, Bolivia y Chile.

## Taxonomía
Capparis atamisquea fue descrito por Carl Ernst Otto Kuntze  y publicado en Revisio Generum Plantarum 3(3): 6. 1898.
Etimología
Capparis: nombre genérico que procede del griego: kapparis que es el nombre de la alcaparra.
Sinónimos
- Atamisquea emarginata Miers ex Hook. & Arn.
- Atamisquea emarginata Miers[4]